# Patrick van Rensburg
Patrick van Rensburg (* 3. Dezember 1931 in Durban, Südafrikanische Union; † 23. Mai 2017 in Serowe, Botswana) war ein südafrikanisch-botswanischer Erziehungswissenschaftler und Sozialpädagoge, der das Brigades Movement in Botswana gründete, ebenso wie die Stiftung Education with Production, die in Südafrika, Botswana und Simbabwe aktiv ist.

## Leben
Van Rensburg war von 1956 bis 1957 südafrikanischer Vize-Konsul in Belgisch-Kongo (heute: Demokratische Republik Kongo), als er aus Protest gegen die Apartheid in Südafrika zurücktrat. Er trat der Liberal Party of South Africa bei, deren Sekretär für die Provinz Transvaal er 1958 wurde. Nach dem Massaker von Sharpeville und dem Bann gegen mehrere oppositionelle Organisationen zog er ins Vereinigte Königreich, wo er in seinem Buch Guilty Land sein Heimatland beschrieb. Er lernte Seretse Khama kennen und zog 1963 in dessen Heimat Betschuanaland (heute Botswana). Dort lebte er vorwiegend in Serowe, wo ab 1964 auch die Schriftstellerin Bessie Head wohnte, die ebenfalls aus Südafrika stammte und der er in zahlreichen Notlagen zur Seite stand. Van Rensburg gründete 1963 die Swaneng Hill School, die innovative Ansätze vertrat. So wurden die Schulgebäude von Lehrern und Schülern errichtet. Der Lehrplan besteht neben den üblichen Fächern aus praktischen Fächern wie Landwirtschaft, Tischlern und Schreibmaschineschreiben. Ziel ist es, für die Gesellschaft wichtige Waren zu produzieren. Van Rensburg gründete zwei weitere Schulen dieses Typs sowie die Botswana Brigades, die sich als Selbsthilfeeinrichtungen verstanden, um durch gegenseitige Unterstützung und Unterweisung die Produktion von Gütern und die Erbringung nützlicher Dienstleistungen zu ermöglichen.
1973 erhielt van Rensburg die botswanische Staatsbürgerschaft. 1980 gründete er die Foundation for Education with Production (FEP) mit ähnlichen Zielen. Die Stiftung verbreitete ihre Ideen im südlichen Afrika und in der Karibik. 1981 erhielt van Rensburg zusammen mit Bill Mollison und Mike Cooley den Right Livelihood Award. Mitte der 1980er Jahre wurde van Rensburg Herausgeber der botswanischen Zeitung Mmegi (deutsch etwa: „Der Reporter“), die zur führenden unabhängigen botswanischen Tageszeitung wurde. Ab 1990 durfte van Rensburg wieder nach Südafrika einreisen.

## Ehrungen
1981: Right Livelihood Award

## Bibliographie
- Guilty Land. Penguin, London 1962, OCLC 9805302.
- Report from Swaneng Hill. Dag Hammarskjöld Stiftung, Uppsala 1974, ISBN 91-85214-01-9.
- The Serowe brigades: Alternative education in Botswana. Macmillan für die Bernard van Leer Foundation, 1978, ISBN 0-333-23594-0.
- mit Andrew Boyd: Atlas of African Affairs. Methuen, London 1962, ISBN 0-416-64770-7.

Außerdem schrieb van Rensburg einige Studien und wissenschaftliche Veröffentlichungen für die Dag Hammarskjöld Stiftung.